# Pustoviitî, Hmilnîk
Pustoviitî (în ucraineană Пустовійти) este localitatea de reședință a comunei Pustoviitî din raionul Hmilnîk, regiunea Vinnița, Ucraina.

## Demografie
Componența lingvistică a localității Pustoviitî
     Ucraineană (97,91%)
     Rusă (1,04%)
     Alte limbi (0,69%)
Conform recensământului din 2001, majoritatea populației localității Pustoviitî era vorbitoare de ucraineană (97,91%), existând în minoritate și vorbitori de rusă (1,04%).